# Alvorada d'Oeste (tiểu vùng)
Alvorada d'Oeste là một tiểu vùng thuộc bang Rondônia, Brasil. Tiều vùng này có diện tích 14444 km², dân số năm 2007 là 72391 người.